# Obrona Siewska (1943)
Obrona Siewska – działania zbrojne związane z obroną miasta Siewsk przez oddziały niemieckie i węgierskie oraz Rosyjską Narodową Armię Ludową na początku marca 1943 r.

## Geneza
Na początku lutego 1943 r. – po klęsce i kapitulacji niemieckiej 6 Armii pod Stalingradem – na froncie wschodnim wytworzyła się dla Armii Czerwonej dogodna sytuacja strategiczna. Na całym południowym odcinku frontu wojska sowieckie atakowały przeciwnika, który wykorzystał swoje rezerwy i w związku z tym nie mógł powstrzymać ofensywy Armii Czerwonej. Sowieci zamierzali rozszerzyć front natarcia na odcinek zajmowany przez niemiecką Grupę Armii „Środek”. W pierwszym etapie koncentrycznymi atakami wojsk Frontu Briańskiego i lewego skrzydła Frontu Zachodniego miała być zniszczone „orłowskie” zgrupowanie wojsk niemieckich, a następnie – po przybyciu wojsk byłego Frontu Dońskiego spod Stalingradu – rozwinięte natarcie w ogólnym kierunku na Smoleńsk. Sowieci chcieli w ten sposób wyjść na tyły „rżewsko-wiaziemskiego” zgrupowania wojsk niemieckich, a następnie wraz z wojskami Frontu Kalinińskiego i Frontu Zachodniego okrążyć i zniszczyć główne siły Grupy Armii „Środek”. Podstawową rolę w operacji zniszczenia niemieckiej 2 Armii, działającej na południe od Orła, miał odegrać nowo sformowany Front Centralny w składzie 21, 65 i 70 Armii oraz 2 Armii Pancernej. Sowieci zamierzali wojska te skierować na północny zachód od Kurska w kierunku na Siewsk i Uniecza.

## Obrona Siewska
25 lutego 1943 r. wojska Frontu Centralnego przeszły do ofensywy, pomimo że nie zdążyły się jeszcze w całości ześrodkować. Całość sił liczyła ponad 250 tys. żołnierzy. Udało im się przerwać linię frontu i rozpocząć natarcie na zachód. W tym czasie 4 Pułk Rosyjskiej Narodowej Armii Ludowej (RONA) zabezpieczał na kierunku siewskim odwrót oddziałów niemieckiej 2 Armii Pancernej. Jego dowódca mjr Andriej Rejtenbach otrzymał rozkaz obrony Siewska aż do tego momentu, kiedy pozostałe siły RONA i 2 Armii Pancernej zostaną bezpiecznie wycofane z tego rejonu. Niemcy wydzielili też transporty kolejowe do ewakuacji miejscowego personelu niemieckiego i ludności cywilnej. Po wypełnieniu swojego zadania 4 Pułk RONA miał się oderwać od Armii Czerwonej, po czym szybko odchodzić za wycofującymi się pozostałymi wojskami. W Siewsku zgromadziły się 10 i 14 Bataliony 4 Pułku RONA wraz z baterią artylerii, dwa osłabione bataliony węgierskiej 108 Dywizji Lekkiej i resztki niemieckiego 459 Pułku Piechoty 251 Dywizji Piechoty. W obronę miasta zaangażowali się też doraźnie uzbrojeni urzędnicy miejscowej administracji okupacyjnej i zwykli mieszkańcy, zarówno Niemcy, jak też Rosjanie. Garnizon miasta liczył więc ogółem ok. 2,6-3 tys. ludzi, w tym 500-1 tys. cywilów. Mieli oni do dyspozycji ok. 30 czołgów i dział pancernych różnych typów oraz ok. 20 dział różnych kalibrów.
1 marca 1943 r. na lewej flance wojsk broniących Siewska, na północ od miasta, pojawiły się czołgi sowieckie. Połączyły się z nimi oddziały partyzanckie, które wyszły z Karaszewskich i igrickich lasów. Siły te zaatakowały najważniejsze taktycznie wsie Łagierewka i Trostnaja, leżące przy szosie Siewsk-Łokoć. Po ich zajęciu sowiecka 69 Dywizja Strzelecka wzmocniona czołgami i partyzantami uderzyła na południe, kierując się na Siewsk. Miasto zostało w ten sposób odcięte od pozostałych sił niemiecko-kolaboracyjnych. Pozostał jedynie wąski pas terenu wzdłuż 2 dróg prowadzących: przez Puszkarską Słobodę i Bukowiszcze na Puszkino i przez Marickij Chutor na Słobodkę Orlik. 1 marca wieczorem oddziały XI Korpusu Pancernego i 4 Gwardyjskiej Stawropolskiej Dywizji Kawalerii od południowego wschodu zaatakowały garnizon Siewska. Pierwszy zaatakował 15 Gwardyjski Pułk Kawalerii. W odpowiedzi obrońcy miasta otworzyli ogień artyleryjski. Dowódca 4 Gwardyjskiej Stawropolskiej Dywizji Kawalerii skierował 11 Gwardyjski Pułk Kawalerii na obejście pozycji przeciwnika i zaatakowania Siewska od zachodu. Wkrótce od północy uderzyły też czołgi 53 i 59 Brygad Pancernych. Po blisko 8 godzinach bardzo ciężkich walk ulicznych miasto zostało zdobyte. Większość obrońców poległa. Żołnierze RONA, którzy pozostali w ruinach miasta, a także ranni przebywający w szpitalu polowym wraz z personelem medycznym zostali zamordowani. Niektórym żołnierzom RONA wraz z częścią ludności cywilnej udało się uciec z Siewska. Było to ok. 170 osób. Jednakże ok. 20 kilometrów na południe w rejonie wsi Kurganki natknęli się oni na oddział 3 Gwardyjskiej Dywizji Kawalerii, któremu się poddali. Wszyscy zostali zabici.
10 kwietnia 1943 r. dowódca RONA, Bronisław Kamiński, wydał rozkaz nr 62 „o zapisaniu w dziejach pamięci bohaterów walk o Siewsk w marcu 1943 r.”, w którym wymienił przede wszystkim szefa sztabu 4 Pułku RONA A. N. Demina, dowódcę 10 Batalionu P. A. Konstantinowa, 14 Batalionu Michaiła G. Draczenkę i baterii artylerii N. A. Kosariewa.